# Lysingen
För andra betydelser, se Lysingen (olika betydelser).
Lysingen är en sjö i Falu kommun i Dalarna och ingår i Dalälvens huvudavrinningsområde. Sjön har en area på 0,0463 kvadratkilometer och ligger 233,3 meter över havet.

## Delavrinningsområde
Lysingen ingår i det delavrinningsområde (671863-150811) som SMHI kallar för Utloppet av Ryggen. Medelhöjden är 244 meter över havet och ytan är 16,68 kvadratkilometer. Det finns inga avrinningsområden uppströms utan avrinningsområdet är högsta punkten. Långshytteån (Glasån) som avvattnar avrinningsområdet har biflödesordning 2, vilket innebär att vattnet flödar genom totalt 2 vattendrag innan det når havet efter 208 kilometer. Avrinningsområdet består mestadels av skog (76 procent). Avrinningsområdet har 2,42 kvadratkilometer vattenytor vilket ger det en sjöprocent på 14,5 procent.